# Primer ministro de San Cristóbal y Nieves
El primer ministro de San Cristóbal y Nieves es el jefe de gobierno de la Federación de San Cristóbal y Nieves.

## Funciones y responsabilidades
El primer ministro es nombrado de entre los representantes de la Asamblea Nacional por el gobernador general, quien tiene el deber constitucional de seleccionar a alguien que probablemente cuente con el apoyo de la mayoría de los representantes. Si no hay un candidato adecuado, entonces el gobernador general puede disolver la asamblea y convocar a elecciones. Otros ministros del gabinete también son nombrados por el gobernador general, con el consejo del primer ministro. El primer ministro puede ser destituido de su cargo por la asamblea o por el gobernador general si siente que el primer ministro ya no cuenta con el apoyo de la mayoría de los representantes.

## Lista
| N.º | Nombre           | Imagen | Período                  | Período               | Afiliación política                         |
| N.º | Nombre           | Imagen | Inicio                   | Final                 | Afiliación política                         |
| --- | ---------------- | ------ | ------------------------ | --------------------- | ------------------------------------------- |
| 1   | Kennedy Simmonds |        | 19 de septiembre de 1983 | 7 de julio de 1995    | Movimiento de Acción Popular                |
| 2   | Denzil Douglas   |        | 7 de julio de 1995       | 18 de febrero de 2015 | Partido Laborista de San Cristóbal y Nieves |
| 3   | Timothy Harris   |        | 18 de febrero de 2015    | 6 de agosto de 2022   | Partido Laborista del Pueblo                |
| 4   | Terrance Drew    |        | 6 de agosto de 2022      | en el cargo           | Partido Laborista de San Cristóbal y Nieves |

### Fuente
- World Statesmen – Saint Kitts and Nevis